# Tổng tuyển cử Tây Ban Nha tháng 4 năm 2019
Đây là cuộc tổng tuyển cử được tổ chức vào Chủ nhật, ngày 28 tháng 4 năm 2019, để bầu ra Quốc hội Tây Ban Nha thứ 13 của Vương quốc Tây Ban Nha. Tất cả 350 ghế trong Đại hội đại biểu đã được bầu, cũng như 208 trong số 266 ghế tại Thượng viện.
Sau cuộc bầu cử năm 2016, Đảng Nhân dân (PP) đã thành lập một chính phủ thiểu số với sự tin tưởng và hỗ trợ từ Ciudadanos (Cs) và Liên minh Canaria (CC), được Đảng Công nhân Xã hội Tây Ban Nha (PSOE) cho phép từ bỏ đầu tư của Mariano Rajoy sau khi cuộc khủng hoảng đảng đã dẫn đến việc phế truất Pedro Sánchez làm thủ lĩnh. Nhiệm kỳ của PP đã bị hủy hoại bởi một cuộc khủng hoảng hiến pháp về vấn đề Catala, kết quả của một cuộc bầu cử khu vực sau đó, cùng với các vụ bê bối tham nhũng và các cuộc biểu tình với hàng ngàn người về hưu đòi tăng lương hưu.
Vào tháng 5 năm 2018, Tòa án Quốc gia đã phát hiện ra trong vụ kiện Gürtel rằng PP đã được hưởng lợi từ kế hoạch khởi động lại hợp đồng và xác nhận sự tồn tại của một cấu trúc tài chính và kế toán bất hợp pháp, kể từ năm 1989, tách biệt khỏi tài khoản chính thức của đảng. Sánchez, người được bầu lại làm lãnh đạo PSOE trong một cuộc thi lãnh đạo năm 2017, đã hạ bệ chính phủ của Rajoy vào tháng 6 năm 2018 thông qua một động thái không tin tưởng. Rajoy từ chức lãnh đạo PP, và được Pablo Casado. kế nhiệm.
Chủ trì một chính phủ thiểu số gồm 84 đại biểu, Pedro Sánchez đã đấu tranh để duy trì đa số làm việc trong Quốc hội với sự hỗ trợ của các đảng đã ủng hộ không có động thái tự tin. Bầu cử khu vực Andalusia 2018, đã chứng kiến sự trỗi dậy bất ngờ và mạnh mẽ của đảng cực hữu Vox, dẫn đến việc PSOE mất chính quyền khu vực lần đầu tiên trong lịch sử một liên minh Vox CsNET Vox. Sau năm 2019 Ngân sách nhà nước chung đã được Đại hội đại biểu bỏ phiếu vào ngày 13 tháng 2 năm 2019 do Đảng Cộng hòa của xứ Catalan (ERC) và Đảng Dân chủ châu Âu Catalan (PDeCAT) đứng về phía chống lại chính phủ, Sánchez đã gọi một cuộc bầu cử nhanh chóng được tổ chức vào ngày 28 tháng 4, một tháng trước "Siêu chủ nhật" của địa phương, khu vực, và Bầu cử Nghị viện Châu Âu dự kiến vào ngày 26 tháng 5.
Sau khi Ngân sách Nhà nước năm 2019 được Đại hội Đại biểu bỏ phiếu vào ngày 13 tháng 2 năm 2019 do kết quả của Đảng Cộng hòa Catalonia (ERC) và Đảng Dân chủ Châu Âu Catalan (PDeCAT) đứng về phía chính phủ, Sánchez đã kêu gọi tổ chức một cuộc bầu cử nhanh chóng vào ngày 28 tháng 4, một tháng trước "Siêu chủ nhật" của các cuộc bầu cử Nghị viện địa phương, khu vực và châu Âu dự kiến vào ngày 26 tháng 5. Cuộc bầu cử khu vực Valencian đã được lên kế hoạch vào ngày 28 tháng 4 để nó diễn ra cùng ngày với cuộc tổng tuyển cử.
Với tỷ lệ ủng hộ cao 75,8% , PSOE cầm quyền của Thủ tướng Pedro Sánchez đã giành chiến thắng đầu tiên cho đảng trong một cuộc bầu cử toàn quốc trong mười một năm qua với 28,7% phiếu bầu và 123 ghế, tăng 38 ghế vượt qua dấu ấn trước đây của nó, chủ yếu đến từ chi phí của Unidas Podemos cánh tả. PP dưới Casado đã nhận được kết quả tồi tệ nhất trong lịch sử sau khi bị giảm xuống còn 66 ghế và 16,7% phiếu bầu trong cái được mệnh danh là thất bại bầu cử tồi tệ nhất cho một đảng lớn của Tây Ban Nha kể từ khi UCD sụp đổ năm 1982.
Cs đã thấy sự ủng hộ đã mang lại cho họ trong vòng 0,8 điểm và 9 chỗ ngồi từ PP, vượt qua họ ở một số khu vực chính trong cả nước. Đảng Vox cực hữu lần đầu tiên tham gia Quốc hội nhưng không thực hiện được kỳ vọng bằng cách đạt 10,3% phiếu bầu và 24 ghế. Sự phân chia ba chiều của phiếu bầu trung tâm không chỉ chấm dứt bất kỳ cơ hội nào của liên minh cánh hữu lấy cảm hứng từ Andalucia, mà còn đảm bảo PSOE của Sánchez sẽ là đảng chính trị duy nhất có cơ hội chính trị thực tế để giành được sự ủng hộ của đa số. Đại hội đại biểu..

## Bối cảnh
Tổng tuyển cử vào tháng 6 năm 2016 đã dẫn đến việc Đảng Nhân dân (PP) giành được phiếu và số ghế so với kết quả của cuộc bầu cử tháng 12 năm 2015 và một vòng của các cuộc đàm phán liên minh suốt mùa hè đã thấy Mariano Rajoy nhận được sự ủng hộ của Ciudadanos (C's) và Canaria Liên minh (CC) cho khoản đầu tư của mình, nhưng đây vẫn là không đủ để đảm bảo ông tái cử. Sự chỉ trích của Đảng Công nhân Xã hội Tây Ban Nha (PSOE) Pedro Sánchez vì kết quả bầu cử và lập trường của ông chống lại sự đầu tư của Rajoy, được cho là một nhân tố đóng góp cho đất nước bế tắc chính trị, đạt đến điểm sôi sau khi PSOE đạt kết quả kém trong Basque và bầu cử khu vực Galicia 2016 S. Một khủng hoảng đảng xảy ra sau đó, chứng kiến Sánchez bị lật đổ và một ủy ban chăm sóc được chỉ định bởi phiến quân đảng do Susana Díaz, người sau đó đã lên kế hoạch từ bỏ đầu tư của Rajoy và cho phép một chính phủ thiểu số PP được thành lập, ngăn cuộc bầu cử thứ ba liên tiếp diễn ra. Việc íaz trở thành lãnh đạo đảng mới đã bị các đảng viên đánh bại trong chính vào tháng 5 năm 2017, với việc Sánchez được bầu lại vào văn phòng theo một chiến dịch nhằm chỉ trích sự từ bỏ của PSOE trong việc đầu tư của Rajoy.
Đồng thời, nội các PP đương nhiệm bị lôi kéo vào một loạt vụ bê bối chính trị đã chứng kiến sự sụp đổ chính trị của cựu Thủ tướng Madrid Esperanza Aguirre - trong bối cảnh tuyên bố âm mưu tham nhũng tài chính lớn được dàn dựng bởi những người bảo vệ trước đây cũng như những lời buộc tội can thiệp tư pháp và che đậy chính trị. Điều này đã khiến cánh tả Unidos Podemos đặt một chuyển động không tin tưởng vào Mariano Rajoy vào tháng 6 năm 2017. Trong khi chuyển động đã được bỏ phiếu do thiếu sự hỗ trợ từ các đảng đối lập khác, nó đã tiết lộ điểm yếu của quốc hội của chính phủ Rajoy là sự kiêng cử và bỏ phiếu thuận lợi lên tới 179, chỉ 170 nghị sĩ từ chối.
Áp lực đối với chính phủ Tây Ban Nha gia tăng sau một cuộc khủng hoảng hiến pháp khủng hoảng hiến pháp về vấn đề bất hợp pháp trưng cầu dân ý độc lập được làm sáng tỏ ở Catalonia. Những hành động ban đầu từ Nghị viện Catalonia để phê chuẩn hai dự luật ủng hộ trưng cầu dân ý và khung pháp lý cho một quốc gia Catalan độc lập đã bị [Tòa án Hiến pháp Tây Ban Nha] đình chỉ. Tuy nhiên, cuộc đàn áp của chính phủ đối với các cuộc chuẩn bị trưng cầu dân ý bao gồm các cuộc tìm kiếm của cảnh sát, các cuộc tấn công và bắt giữ các quan chức chính phủ Catalan, cũng như một sự can thiệp vào tài chính của Catalan đã làm dấy lên sự phản đối của công chúng. Sau đó, quốc hội Catalan đã bỏ phiếu đơn phương tuyên bố độc lập từ Tây Ban Nha, dẫn đến việc Thượng viện Tây Ban Nha thi hành Điều 155 của Hiến pháp để loại bỏ chính quyền khu vực và áp đặt sự cai trị trực tiếp. Puigdemont và một phần trong nội các của ông đã trốn sang Bỉ sau khi bị lật đổ, đối mặt với cáo buộc về tội gây mê, nổi loạn và tham ô. Rajoy ngay lập tức giải tán quốc hội Catalan và gọi bầu cử khu vực cho ngày 21 tháng 12 năm 2017, nhưng nó đã khiến PP của ông bị hủy hoại nghiêm trọng khi Cs tận dụng sự ủng hộ chống độc lập trong khu vực.
Quy mô sụp đổ của PP ở Catalonia và sự thành công của Cs đã tác động đến chính trị quốc gia, với Ciudadanos tăng vọt lên vị trí đầu tiên trên toàn quốc trong các cuộc thăm dò dư luận sau đó, gây nguy hiểm cho PP là đảng bá quyền trong quang phổ trung hữu Tây Ban Nha. Các cuộc biểu tình rầm rộ của các nhóm hưu trí, từ lâu được coi là thành phần chính của cơ sở bầu cử của PP, đòi tăng lương hưu, làm suy yếu thêm vị thế của PP.
Vào ngày 24 tháng 5 năm 2018, Tòa án Quốc gia đã phát hiện ra rằng PP được hưởng lợi từ kế hoạch hợp đồng trả lại trái phép của trường hợp Gürtel, xác nhận sự tồn tại của một kế toán và tài chính bất hợp pháp cơ cấu hoạt động song song với chính thức của đảng từ năm 1989 và phán quyết rằng PP đã giúp thiết lập "một hệ thống tham nhũng thể chế chân chính và hiệu quả thông qua việc thao túng mua sắm công trung ương, tự trị và địa phương". Sự kiện này đã khiến PSOE đệ trình bỏ phiếu bất tín nhiệm đối với Rajoy và Cs rút lại sự ủng hộ từ chính phủ và yêu cầu kêu gọi ngay lập tức bầu cử sớm. Đa số tuyệt đối 180 nghị sĩ trong Đại hội đại biểu đã bỏ phiếu để hất cẳng Mariano Rajoy khỏi quyền lực vào ngày 1 tháng 6 năm 2018, thay thế ông làm Thủ tướng với Pedro Sánchez của PSOE. Vào ngày 5 tháng 6, Rajoy tuyên bố chia tay chính trị và trở lại vị trí đăng ký tài sản tại Santa Pola, bỏ ghế của mình trong Đại hội đại biểu và gây ra một cuộc bầu cử lãnh đạo Đảng Nhân dân trong đó Phó Tổng thư ký truyền thông của đảng, Pablo Casado, đánh bại cựu Phó Thủ tướng Soraya Sáenz de Santamaría và trở thành chủ tịch PP mới vào ngày 21 tháng 7 năm 2018.
Đối với hầu hết chính phủ của mình, Sánchez phụ thuộc vào sự tin tưởng và hỗ trợ từ Unidos Podemos và New Canaries (NCa), đàm phán hỗ trợ bổ sung từ Đảng Cộng hòa của xứ Catalan (ERC), Đảng Dân chủ Châu Âu Catalan (PDeCAT) và Đảng Quốc gia Basque (PNV) trên cơ sở từng vấn đề. ERC, PDeCAT và En Marea đã rút lại sự ủng hộ của họ từ chính phủ vào tháng 2 năm 2019 bằng cách bỏ phiếu năm 2019 Ngân sách nhà nước chung, với việc chính phủ mất phiếu bầu 191 191158 và khiến một cuộc bầu cử nhanh chóng được kêu gọi cho 28 Tháng Tư.